# Tingi (Tanzania)
Tingi è una circoscrizione rurale (rural ward) della Tanzania situata nel distretto di Kilwa, regione di Lindi. Conta una popolazione di 6 782 abitanti (censimento 2012).